# Арлык
Арлык — река в России, течёт по территории Мишкинского и Благовещенского районов Башкортостана. Устье реки находится в 106 км по правому берегу реки Уса. Длина реки составляет 10 км.

## Данные водного реестра
По данным государственного водного реестра России относится к Камскому бассейновому округу, водохозяйственный участок реки — Уфа от Павловского гидроузла до водомерного поста посёлка городского типа Шакша, речной подбассейн реки — Белая. Речной бассейн реки — Кама.
Код объекта в государственном водном реестре — 10010201212111100023902.